# Speicher Hake-Betcken-Straße 4
Der Speicher Hake-Betcken-Straße 4 südlich der Straße bei der Kirche in der niedersächsischen Gemeinde Loxstedt, Ortsteil Büttel, im Landkreis Cuxhaven, stammt aus dem 16. und 18. Jahrhundert. Aktuell (2024) wird er gewerblich genutzt.
Das Gebäude steht unter Denkmalschutz (siehe auch Liste der Baudenkmale in Loxstedt).

## Geschichte
Das zweigeschossige Gebäude in Backstein, mit ziegelgedecktem steilen Satteldach, rundbogigem Eingang und auffallend kleinen und wenigen Fenstern wurde 1595 für den Bauern Hake Betke gebaut und um 1700 erneuert. Der Speicher ist Teil eines Hofes und steht neben einem Wohn- und Wirtschaftsgebäude.
Die Sage Hake Betken siene Duwen steht neben weiteren Sagen im großen Sagenbuch des Ortes. Betken hatte einen prächtigen großen Marschenhof, den seine Vorfahren dem Meer abgerungen hatten. Er stand in großem Ansehen. Bei einem Viehraub wurde er 1618 niedergeschlagen; zugleich flog ein Schwarm Tauben auf und Betken rief: „Ji Duben, ji Duben bringt dat an den Dag!“. Betcken wurde ermordet, aber die drei Täter viel später gefasst, als einer von ihnen auf dem Dedesdorfer Markt beim Auffliegen von Tauben ausrief: „Süh, dat sünd Hake Betcken siene Duben!“. Andere hörten es und ein Gericht verurteilte die Ganoven. Die Sage erinnert an die Ballade Die Kraniche des Ibykus, die Schiller 1797 schrieb.
Das Landesdenkmalamt befand u. a.: „… aus geschichtlichen und städtebaulichen Gründen wegen des ortsgeschichtlichen, gebäudetypischen und hofbildprägenden Zeugniswerts ….“